# یواس‌اس پوکاتوک (ای‌او-۱۰۸)
یواس‌اس پوکاتوک (ای‌او-۱۰۸) (به انگلیسی: USS Pawcatuck (AO-108)) یک کشتی بود که طول آن ۵۵۳ فوت (۱۶۹ متر) بود. این کشتی در سال ۱۹۴۶ ساخته شد.